# Monitor de energía para el hogar

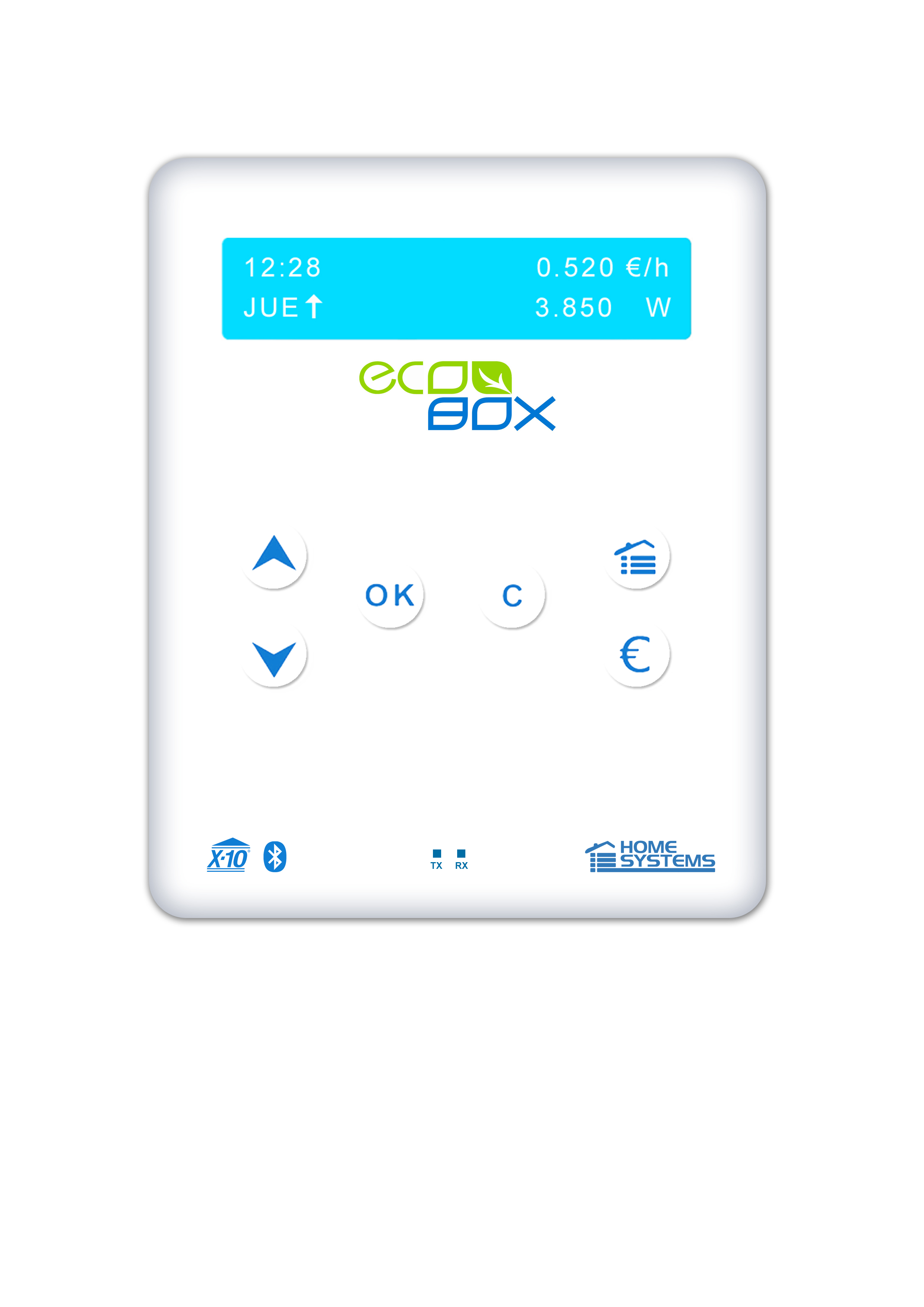
presentación comercial de un Monitor de energía para el hogar

Un monitor de energía para el hogar Es un tipo de vatihorímetro o contador eléctrico que proporciona información en tiempo real del consumo eléctrico de manera comprensible para cualquier usuario sin  necesidad de conocimientos técnicos. Estos dispositivos también pueden mostrar al usuario el coste de la energía consumida y estimaciones de las emisiones de gases de efecto invernadero. Algunos estudios muestran una reducción del consumo de energía en el hogar de 4-15% gracias al uso de monitores de energía.[cita requerida]

## Funcionamiento
El consumo de electricidad se puede medir de varias formas, por ejemplo: Con una pinza amperimétrica colocada en el suministro general de la vivienda, a través del contador eléctrico (mediante un sensor óptico que detecta la frecuencia de destellos del LED que indica la potencia instantánea del mismo), mediante comunicación con un smart meter, o mediante conexión directa al sistema eléctrico. 
El display o monitor suele estar separado del medidor, y se pueden comunicar de diversas formas, como por ejemplo: mediante un cable, tecnología power line communication o mediante tecnología de radiofrecuencia. También existen interfaces de usuario en línea que permiten al mismo ver su consumo en tiempo real en cualquier dispositivo conectado a Internet.

## Situación actual
Los monitores de energía están surgiendo rápidamente en el Reino Unido, donde las compañías eléctricas más grandes ya los ofrecen como parte de sus "tarifas verdes" o "económicas". [cita requerida] En España algunas compañías eléctricas facilitan este tipo de dispositivos como medida para fomentar la eficiencia energética y facilitar a los usuarios la desconexión automática de ciertos electrodomésticos prescindibles en caso de sobrepasar la potencia máxima contratada, evitando así la desagradable desconexión total del Interruptor de Control de Potencia conocido como ICP.